# Govern d'Andorra 2001-2005
El Govern d'Andorra 2001–2005 fou el tercer executiu presidit per Marc Forné, corresponent a la tercera legislatura andorrana. Prengué possessió l'abril del 2001.

## Composició del govern
| Govern d'Andorra de 2001–2005     |                                                                  |                |
| Càrrec                            | Titular                                                          | Partit polític |
| Cap de Govern                     | Marc Forné Molné 9 d'abril de 2001–27 de maig de 2005            | PLA            |
| Afers Exteriors                   | Juli Minoves Triquell 12 d'abril de 2001–27 de maig de 2005      | PLA            |
| Educació, Joventut i Esports      | Pere Cervós Cardona 12 d'abril de 2001–27 de maig de 2005        | PLA            |
| Turisme i Cultura (2001-2002)     | Enric Pujal Areny 12 d'abril de 2001–12 d'abril de 2002          | PLA            |
| Agricultura i Medi Ambient        | Olga Adellach Coma 12 d'abril de 2001–27 de maig de 2005         | PLA            |
| Finances                          | Mireia Maestre Cortadella 12 d'abril de 2001–27 de maig de 2005  | PLA            |
| Justícia i Interior               | Jordi Visent Guitart 12 d'abril de 2001–19 de maig de 2003       | PLA            |
| Justícia i Interior               | Josep Maria Cabanes Dalmau 19 de maig de 2003–27 de maig de 2005 | PLA            |
| Salut i Benestar                  | Mònica Codina Tort 12 d'abril de 2001–27 de maig de 2005         | PLA            |
| Ordenament Territorial            | Jordi Serra Malleu 12 d'abril de 2001–27 de maig de 2005         | PLA            |
| Economia                          | Miquel Àlvarez Marfany 12 d'abril de 2001–27 de maig de 2005     | PLA            |
| Presidència i Turisme (2002-2005) | Enric Pujal Areny 12 d'abril de 2002–27 de maig de 2005          | PLA            |
| Cultura (2002-2005)               | Xavier Montané Atero 6 de maig de 2002–27 de maig de 2005        | PLA            |